# Catherine McClements
Catherine McClements (ur. 1965 w Melbourne) – australijska aktorka.

## Życiorys
Karierę zawodową rozpoczęła grą w St. Martin's Youth Company w Melbourne. Następnie wstąpiła do National Institute of Dramatic Art (NIDA) w Sydney, który ukończyła w 1985. Będąc jeszcze studentką zagrała w filmach Just Us (1986), My Brother Tom (miniserial TV 1986) oraz The Right Hand Man (1987).
Polskiej publiczności jest znana z roli inspektor Rachel Goldie Goldstein w serialu Szczury wodne (ang. Water Rats), w którym w latach 1996–2000 zagrała w co najmniej 114 odcinkach.
Po 2000 występowała również z teatrze, m.in. razem z zespołem Company B wystąpiła jako Marta w sztuce Edwarda Albee Kto się boi Virginii Woolf? (ang. Who's Afraid of Virginia Woolf?, premiera 4 sierpnia 2007).
Jej życiowym partnerem jest Jacek Koman – aktor urodzony w Polsce. Ma córkę Clementine Coco (ur. 2001) oraz syna Quincy’ego (ur. 2007).

## Filmografia
- My Brother Tom (1986) jako Margaret (Peg) McGibbon
- Just Us (1986)
- The Right Hand Man (1987) jako Sarah Redbridge
- Struck by Lightning (1990) jako Jill McHugh
- Weekend with Kate (1990) jako Kate Muir
- Redheads (1992) jako Diana Ferraro
- The Girl from Tomorrow część druga Tomorrow's End (1993) miniserial TV jako Lorien
- Better Than Sex (2000) jako Sam
- Waiting at the Royal (2000) film TV jako Dinny
- Water Rats (1996–2000) 114 odcinków serialu telewizyjnego jako Rachel Goldie Goldstein
- The Secret Life of Us (2001–2002) 10 odcinków serialu telewizyjnego jako Carmen
- Floodhouse (2003) jako Ava
- After the Deluge (2003) miniserial TV jako Nicki Kirby
- CrashBurn (2003) serial TV 13 odcinków jako Rosie Denton Harfield
- Mary Bryant (2005) miniserial TV jako Marleen
- Sexy Thing (2006)
- Call Me Mum (2006) film TV
- Real Stories (2006) serial TV jako Jillian (jeden odcinek)
- Rush (2008) serial TV jako inspektor Kerry Vincent
- Tangle (od 2009) serial TV jako Christine Williams